# WCBS-FM
WCBS-FM（FM 101.1MHz），是一家位于纽约市的调频广播电台，由Entercom主辦。该电台演播室位于曼哈頓哈德森廣場附近，发送器位於帝国大厦之上。“Scott Shannon in the Morning”節目亦在此播出。

## 历史
该电台于1941年12月1日正式开播，最初名为W67NY，发送器位于第五大道500号，在46.7 MHz频段播出。1943年11月1日，更名为WABC-FM。1947年12月，改为WCBS-FM，定于101.1MHz播出并延续至今。